# Paraphrynus aztecus
El tendarapo o araña látigo (Paraphrynus aztecus) es un arácnido perteneciente a la familia Prhynidae, del orden Amblypygi. Esta especie fue descrita por Pocock en 1894,,.

## Clasificación y descripción
El nombre del género Paraphrynus viene de la palabra en latín pare- que significa “adorno” y la palabra griega "phryne" que significa “sapo”. El nombre específico aztecus proviene de la palabra “Azteca” que hace referencia a la gente de México en tiempos de la conquista española,,.
Es de un tamaño mediano (20 mm de longitud). Quelíceros sin tubérculos distales en el segmento basal de la superficie dorsal, con dos dientes en el borde externo de la superficie anteroventral, el segundo diente es el más proximal y parece haberse formado a partir de la elevación de una cresta que conecta el diente externo distal con el diente interno de doble punta. Las tres primeras espinas ventrales de Fv-1 a Fv-3, del fémur de los pedipalpos disminuyen gradualmente de longitud, de modo que la diferencia entre Fv-1 y Fv-2 es similar a la que exhiben Fv-2 y Fv-3; la tibia con Td-1 más larga que Td-3; su tarso es inerme. El fémur de la pata anteniforme tiene menos del doble del ancho del carapacho, el fémur de la cuarta pata es aproximadamente del mismo tamaño que el ancho del carapacho. El segundo tarsómero presenta una delgada y ligera línea transversal. Superficie dorsal del abdomen con áreas más claras alrededor de las impresiones musculares. Se distingue de todos sus congéneres mexicanos por tener dos dientes extremos en el segmento basal del quelícero,.

## Distribución
Es una especie endémica de México y se distribuye en los estados de Veracruz, Oaxaca y Chiapas,.

## Hábitat
Es una especie troglófila, es decir que se encuentra asociada a cuevas,.

## Estado de conservación
Esta especie no se encuentra dentro de ninguna categoría de riesgo en las normas nacionales o internacionales. No se tiene la información suficiente sobre sus poblaciones.